# فرانك كريستوفر بوش
فرانك كريستوفر بوش هو كاتب كندي، ولد في 5 يونيو 1978 في ساسكاتون في كندا.